# Zasadi, Destrnik
Zasadi so naselje v občine Destrnik.